# Agrilus pachycerus
Agrilus pachycerus es una especie de insecto del género Agrilus, familia Buprestidae, orden Coleoptera.
Fue descrita científicamente por Pochon, 1972.